# Llista de topònims d'es Bòrdes
Llista de topònims (noms propis de lloc) del municipi d'es Bòrdes, a la Val d'Aran
Informació actualitzada per un bot. Els canvis manuals es perdran quan s'actualitzi!

## borda
| imatge | Nom                           | Ubicat a  | instància de | Detalls                     | coordenades                                                          | Protecció                                  | Commons (més fotos) | Dades a WD                    |
| ------ | ----------------------------- | --------- | ------------ | --------------------------- | -------------------------------------------------------------------- | ------------------------------------------ | ------------------- | ----------------------------- |
|        | Borda Castèth                 | Es Bòrdes | borda        | Estil: arquitectura popular |                                                                      | bé integrant del patrimoni cultural català |                     | Modifica les dades a Wikidata |
|        | Borda Vielha                  | Es Bòrdes | borda        | Estil: arquitectura popular |                                                                      | bé integrant del patrimoni cultural català |                     | Modifica les dades a Wikidata |
|        | Cabana d'Aubèrt de Baish      | Es Bòrdes | borda        |                             | 42° 42′ 12″ N, 0° 41′ 24″ E / 42.7033165914896°N,0.68988813134199°E  |                                            |                     | Modifica les dades a Wikidata |
|        | Cabana de Poilanèr            | Es Bòrdes | borda        |                             | 42° 43′ 01″ N, 0° 40′ 56″ E / 42.7169193279126°N,0.682129459817287°E |                                            |                     | Modifica les dades a Wikidata |
|        | Cabana dera Montanha d'Aubèrt | Es Bòrdes | borda        |                             | 42° 41′ 51″ N, 0° 41′ 34″ E / 42.697368643598°N,0.692782315586519°E  |                                            |                     | Modifica les dades a Wikidata |
|        | Cabana dera Montjòia          | Es Bòrdes | borda        |                             | 42° 42′ 01″ N, 0° 40′ 57″ E / 42.7002110685716°N,0.682372898204651°E |                                            |                     | Modifica les dades a Wikidata |
|        | Era Bòrda Vielha              | Es Bòrdes | borda        |                             | 42° 44′ 06″ N, 0° 40′ 58″ E / 42.735054854757°N,0.68271793314031°E   |                                            |                     | Modifica les dades a Wikidata |

## casa
| imatge | Nom                  | Ubicat a  | instància de | Detalls                                                  | coordenades                                                             | Protecció                                  | Commons (més fotos) | Dades a WD                    |
| ------ | -------------------- | --------- | ------------ | -------------------------------------------------------- | ----------------------------------------------------------------------- | ------------------------------------------ | ------------------- | ----------------------------- |
|        | Casa Naua            | Es Bòrdes | casa         | Estil: arquitectura popular                              |                                                                         | bé integrant del patrimoni cultural català |                     | Modifica les dades a Wikidata |
|        | Casa des de Ghilhem  | Es Bòrdes | casa         | Estil: arquitectura popular                              |                                                                         | bé integrant del patrimoni cultural català |                     | Modifica les dades a Wikidata |
|        | Casa des de Madar    | Es Bòrdes | casa         | Estil: arquitectura popular                              |                                                                         | bé integrant del patrimoni cultural català |                     | Modifica les dades a Wikidata |
|        | Casa des de Xipet    | Es Bòrdes | casa         | Estil: arquitectura popular                              |                                                                         | bé integrant del patrimoni cultural català |                     | Modifica les dades a Wikidata |
|        | Casa es de Abella    | Es Bòrdes | casa         | Estil: arquitectura popular                              |                                                                         | bé integrant del patrimoni cultural català |                     | Modifica les dades a Wikidata |
|        | Casa es de Baile     | Es Bòrdes | casa         | Estil: arquitectura popular                              | 42° 44′ 05″ N, 0° 43′ 18″ E / 42.734722222222224°N,0.7216666666666666°E | bé integrant del patrimoni cultural català |                     | Modifica les dades a Wikidata |
|        | Casa es de Bernard   | Es Bòrdes | casa         | Estil: arquitectura popular                              | 40° 30′ 40″ N, 4° 15′ 37″ O / 40.51100758112906°N,4.260290817491326°O   | bé integrant del patrimoni cultural català |                     | Modifica les dades a Wikidata |
|        | Casa es de Caubet    | Es Bòrdes | casa         | Estil: arquitectura popular                              | 42° 44′ 17″ N, 0° 43′ 07″ E / 42.738169°N,0.718556°E                    | bé integrant del patrimoni cultural català |                     | Modifica les dades a Wikidata |
|        | Casa es de Cuish     | Es Bòrdes | casa         | Estil: arquitectura popular                              | 42° 44′ 17″ N, 0° 43′ 07″ E / 42.73796°N,0.718534°E                     | bé integrant del patrimoni cultural català |                     | Modifica les dades a Wikidata |
|        | Casa es de Josep     | Es Bòrdes | casa         | Estil: arquitectura popular                              | 42° 44′ 16″ N, 0° 43′ 09″ E / 42.73791°N,0.719219°E                     | bé integrant del patrimoni cultural català |                     | Modifica les dades a Wikidata |
|        | Casa es de Vidala    | Es Bòrdes | casa         | Estil: arquitectura popular                              | 40° 56′ 25″ N, 0° 04′ 14″ E / 40.94036727713315°N,0.07059819271404288°E | bé integrant del patrimoni cultural català |                     | Modifica les dades a Wikidata |
|        | casa des de San Joan | Es Bòrdes | casa         | Estil: arquitectura neoclàssica arquitectura popular     | 42° 44′ 40″ N, 0° 42′ 44″ E / 42.744578°N,0.71223°E                     | bé integrant del patrimoni cultural català |                     | Modifica les dades a Wikidata |
|        | casa es de Hilipa    | Es Bòrdes | casa         | Estil: arquitectura popular                              |                                                                         | bé integrant del patrimoni cultural català |                     | Modifica les dades a Wikidata |
|        | casa es de Luisa     | Es Bòrdes | casa         | Estil: arquitectura popular                              | 39° 59′ 10″ N, 0° 02′ 10″ O / 39.98619306035478°N,0.03600059975128329°O | bé integrant del patrimoni cultural català |                     | Modifica les dades a Wikidata |
|        | Çò des de Frances    | Es Bòrdes | casa         | Estil: arquitectura popular                              |                                                                         | bé integrant del patrimoni cultural català |                     | Modifica les dades a Wikidata |
|        | Çò des de Nadala     | Es Bòrdes | casa         | Estil: arquitectura popular                              |                                                                         | bé integrant del patrimoni cultural català |                     | Modifica les dades a Wikidata |
|        | Çò des de Sauador    | Es Bòrdes | casa         | Estil: arquitectura popular                              |                                                                         | bé integrant del patrimoni cultural català |                     | Modifica les dades a Wikidata |
|        | Çò des de Socasau    | Es Bòrdes | casa         | Estil: arquitectura popular                              | 42° 44′ 26″ N, 0° 44′ 06″ E / 42.740621°N,0.73489°E 974 msnm            | bé integrant del patrimoni cultural català | Çò des de Socasau   | Modifica les dades a Wikidata |
|        | Çò des de Soldat     | Es Bòrdes | casa         | Estil: arquitectura popular                              |                                                                         | bé integrant del patrimoni cultural català |                     | Modifica les dades a Wikidata |
|        | Çò des de Tròi       | Es Bòrdes | casa         | Estil: arquitectura del Renaixement arquitectura popular | 42° 44′ 40″ N, 0° 42′ 44″ E / 42.744567°N,0.712243°E                    | bé integrant del patrimoni cultural català |                     | Modifica les dades a Wikidata |

## curs d'aigua
| imatge | Nom              | Ubicat a  | instància de | Detalls           | coordenades                                                            | Protecció | Commons (més fotos) | Dades a WD                    |
| ------ | ---------------- | --------- | ------------ | ----------------- | ---------------------------------------------------------------------- | --------- | ------------------- | ----------------------------- |
|        | Joeu             | Es Bòrdes | curs d'aigua | Desemboca: Garona | 42° 44′ 28″ N, 0° 42′ 41″ E / 42.741009°N,0.711297°E                   |           | Joeu                | Modifica les dades a Wikidata |
|        | barranc de Gèles | Es Bòrdes | curs d'aigua | Desemboca: Joeu   | 42° 43′ 18″ N, 0° 44′ 10″ E / 42.72158446138146°N,0.7359833465327162°E |           | Barranco de Gèles   | Modifica les dades a Wikidata |

## edifici
| imatge | Nom                          | Ubicat a  | instància de   | Detalls                                                                    | coordenades                                                            | Protecció                                  | Commons (més fotos) | Dades a WD                    |
| ------ | ---------------------------- | --------- | -------------- | -------------------------------------------------------------------------- | ---------------------------------------------------------------------- | ------------------------------------------ | ------------------- | ----------------------------- |
|        | Alberg Camí d'Arró           | Es Bòrdes | edifici alberg | Estil: arquitectura popular 19th century                                   | 42° 44′ 35″ N, 0° 42′ 31″ E / 42.743°N,0.708618°E ca:Ctra. N-230, Arró | bé integrant del patrimoni cultural català |                     | Modifica les dades a Wikidata |
|        | Era Coma d'Arró              | Es Bòrdes | edifici        | Estil: arquitectura popular                                                | 42° 44′ 41″ N, 0° 42′ 44″ E / 42.744752°N,0.712139°E                   | bé integrant del patrimoni cultural català |                     | Modifica les dades a Wikidata |
|        | Escòla Casteth Léon          | Es Bòrdes | edifici        | Arquitecte: Ignasi de Villalonga i Casañes Estil: noucentisme 20th century | 42° 44′ 18″ N, 0° 43′ 17″ E / 42.73828°N,0.72135°E oc:C. Era Laca, 23  | bé integrant del patrimoni cultural català |                     | Modifica les dades a Wikidata |
|        | Eth Estudi                   | Es Bòrdes | edifici        | Estil: arquitectura popular                                                | 42° 44′ 17″ N, 0° 43′ 20″ E / 42.738101°N,0.722232°E                   | bé integrant del patrimoni cultural català |                     | Modifica les dades a Wikidata |
|        | Forn Pauet                   | Es Bòrdes | edifici        | Estil: arquitectura popular                                                |                                                                        | bé integrant del patrimoni cultural català |                     | Modifica les dades a Wikidata |
|        | Panaderia Casa deth Claueter | Es Bòrdes | edifici        | Estil: arquitectura popular                                                |                                                                        | bé integrant del patrimoni cultural català |                     | Modifica les dades a Wikidata |

## entitat singular de població
| imatge | Nom       | Ubicat a  | instància de                                                    | Detalls                            | coordenades                                                       | Protecció                                  | Commons (més fotos) | Dades a WD                    |
| ------ | --------- | --------- | --------------------------------------------------------------- | ---------------------------------- | ----------------------------------------------------------------- | ------------------------------------------ | ------------------- | ----------------------------- |
|        | Arró      | Es Bòrdes | entitat singular de població entitat municipal descentralitzada | Estil: arquitectura popular 31 hab | 42° 44′ 40″ N, 0° 42′ 44″ E / 42.74456°N,0.71224°E 914 msnm       | bé integrant del patrimoni cultural català | Arró                | Modifica les dades a Wikidata |
|        | Begòs     | Es Bòrdes | entitat singular de població                                    | Estil: arquitectura popular 17 hab | 42° 44′ 28″ N, 0° 44′ 04″ E / 42.74109722°N,0.73436389°E 992 msnm | bé integrant del patrimoni cultural català | Begòs               | Modifica les dades a Wikidata |
|        | Benòs     | Es Bòrdes | entitat singular de població                                    | Estil: arquitectura popular 32 hab | 42° 44′ 23″ N, 0° 43′ 42″ E / 42.739637°N,0.72831°E 892 msnm      | bé integrant del patrimoni cultural català | Benós               | Modifica les dades a Wikidata |
|        | Es Bòrdes | Es Bòrdes | entitat singular de població capital municipal                  | 201 hab                            | 42° 44′ 15″ N, 0° 43′ 10″ E / 42.73749625°N,0.71934111°E 858 msnm |                                            |                     | Modifica les dades a Wikidata |

## església
| imatge | Nom                                 | Ubicat a  | instància de    | Detalls                                           | coordenades                                                   | Protecció                                  | Commons (més fotos)                 | Dades a WD                    |
| ------ | ----------------------------------- | --------- | --------------- | ------------------------------------------------- | ------------------------------------------------------------- | ------------------------------------------ | ----------------------------------- | ----------------------------- |
|        | Mare de Déu del Roser de les Bordes | Es Bòrdes | església        | Estil: arquitectura eclèctica                     | 42° 44′ 16″ N, 0° 43′ 10″ E / 42.7377°N,0.719307°E            | bé integrant del patrimoni cultural català | Mare de Déu del Roser de les Bordes | Modifica les dades a Wikidata |
|        | Sant Joan de Benós                  | Es Bòrdes | església ermita | Estil: arquitectura popular                       |                                                               | bé integrant del patrimoni cultural català |                                     | Modifica les dades a Wikidata |
|        | Sant Martí d'Arró                   | Es Bòrdes | església        | Estil: arquitectura romànica gòtic tardà          | 42° 44′ 39″ N, 0° 42′ 49″ E / 42.744172°N,0.713528°E          | bé integrant del patrimoni cultural català |                                     | Modifica les dades a Wikidata |
|        | Sant Martí de Benós                 | Es Bòrdes | església        | Estil: arquitectura romànica arquitectura popular | 42° 44′ 22″ N, 0° 43′ 42″ E / 42.739522°N,0.728352°E 890 msnm | bé integrant del patrimoni cultural català | Sant Martí de Benós                 | Modifica les dades a Wikidata |
|        | Sant Roc de Begós                   | Es Bòrdes | església        | Estil: arquitectura romànica arquitectura gòtica  | 42° 44′ 26″ N, 0° 44′ 09″ E / 42.740426°N,0.73584°E 990 msnm  | bé integrant del patrimoni cultural català | Sant Roc de Begós                   | Modifica les dades a Wikidata |

## font
| imatge | Nom                 | Ubicat a  | instància de | Detalls                     | coordenades                                                          | Protecció                                  | Commons (més fotos) | Dades a WD                    |
| ------ | ------------------- | --------- | ------------ | --------------------------- | -------------------------------------------------------------------- | ------------------------------------------ | ------------------- | ----------------------------- |
|        | font d'Arró         | Es Bòrdes | font         | Estil: arquitectura popular | 42° 44′ 41″ N, 0° 42′ 44″ E / 42.744754°N,0.712099°E                 | bé integrant del patrimoni cultural català |                     | Modifica les dades a Wikidata |
|        | hònt deth Gresilhon | Es Bòrdes | font         |                             | 42° 41′ 28″ N, 0° 42′ 26″ E / 42.6910104653275°N,0.707092323060978°E |                                            | Hònt deth Gresilhon | Modifica les dades a Wikidata |
|        | hònt deth Poth      | Es Bòrdes | font         |                             | 42° 42′ 57″ N, 0° 41′ 01″ E / 42.7158662247461°N,0.683487542511084°E |                                            |                     | Modifica les dades a Wikidata |

## llac glacial
| imatge | Nom                     | Ubicat a  | instància de | Detalls | coordenades                                                          | Protecció | Commons (més fotos) | Dades a WD                    |
| ------ | ----------------------- | --------- | ------------ | ------- | -------------------------------------------------------------------- | --------- | ------------------- | ----------------------------- |
|        | estanh de Cap deth Plan | Es Bòrdes | llac glacial |         | 42° 42′ 46″ N, 0° 41′ 18″ E / 42.712658346373°N,0.68843618345957°E   |           |                     | Modifica les dades a Wikidata |
|        | estanh dera Poriaca     | Es Bòrdes | llac glacial |         | 42° 43′ 08″ N, 0° 40′ 42″ E / 42.718759457006°N,0.67843984293535°E   |           |                     | Modifica les dades a Wikidata |
|        | estanh dera Èrba        | Es Bòrdes | llac glacial |         | 42° 42′ 52″ N, 0° 41′ 23″ E / 42.7144620466668°N,0.689755437075262°E |           |                     | Modifica les dades a Wikidata |

## molí d'aigua
| imatge | Nom               | Ubicat a  | instància de | Detalls                     | coordenades                                        | Protecció                                  | Commons (més fotos) | Dades a WD                    |
| ------ | ----------------- | --------- | ------------ | --------------------------- | -------------------------------------------------- | ------------------------------------------ | ------------------- | ----------------------------- |
|        | Antic Molí d'Arró | Es Bòrdes | molí d'aigua | Estil: arquitectura popular |                                                    | bé integrant del patrimoni cultural català |                     | Modifica les dades a Wikidata |
|        | Era Mòla de Naut  | Es Bòrdes | molí d'aigua | Estil: arquitectura popular | 42° 44′ 16″ N, 0° 43′ 41″ E / 42.7379°N,0.728181°E | bé integrant del patrimoni cultural català |                     | Modifica les dades a Wikidata |

## muntanya
| imatge | Nom                | Ubicat a                                       | instància de | Detalls | coordenades                                                              | Protecció | Commons (més fotos) | Dades a WD                    |
| ------ | ------------------ | ---------------------------------------------- | ------------ | ------- | ------------------------------------------------------------------------ | --------- | ------------------- | ----------------------------- |
|        | Cap de Poilanèr    | Es Bòrdes                                      | muntanya     |         | 42° 43′ 13″ N, 0° 41′ 22″ E / 42.720404°N,0.689517°E 2273 msnm           |           | Cap de Poilaner     | Modifica les dades a Wikidata |
|        | Malh Ròi           | Es Bòrdes                                      | muntanya     |         | 42° 42′ 32″ N, 0° 40′ 57″ E / 42.709°N,0.682456°E 2162.3 msnm            |           |                     | Modifica les dades a Wikidata |
|        | Ròca dera Entecada | Vilamòs Es Bòrdes                              | muntanya     |         | 42° 43′ 23″ N, 0° 41′ 06″ E / 42.72315278°N,0.68511306°E 2191 msnm       |           |                     | Modifica les dades a Wikidata |
|        | Tuc de Poilanèr    | Vilamòs Es Bòrdes Banhèras de Luishon          | muntanya     |         | 42° 43′ 24″ N, 0° 40′ 49″ E / 42.72323333°N,0.68015°E 2221 msnm          |           | Tuc de Poilanèr     | Modifica les dades a Wikidata |
|        | Tuc dera Escaleta  | Es Bòrdes Vielha e Mijaran Banhèras de Luishon | muntanya     |         | 42° 41′ 27″ N, 0° 40′ 33″ E / 42.690823°N,0.67596°E 2469 msnm            |           |                     | Modifica les dades a Wikidata |
|        | era Entecada       | Es Bòrdes                                      | muntanya     |         | 42° 43′ 05″ N, 0° 41′ 49″ E / 42.7180741367°N,0.696960900078°E 2269 msnm |           | Era Entecada        | Modifica les dades a Wikidata |
|        | tuc Ròi            | Es Bòrdes                                      | muntanya     |         | 42° 42′ 30″ N, 0° 40′ 57″ E / 42.70831111°N,0.68243611°E 2153.6 msnm     |           |                     | Modifica les dades a Wikidata |
|        | tuc de Campsaure   | Es Bòrdes Banhèras de Luishon                  | muntanya     |         | 42° 44′ 02″ N, 0° 40′ 12″ E / 42.734°N,0.669956°E 2142 msnm              |           | Tuc de Campsaure    | Modifica les dades a Wikidata |
|        | tuc de Ribassetes  | Es Bòrdes Banhèras de Luishon                  | muntanya     |         | 42° 42′ 38″ N, 0° 40′ 50″ E / 42.71061667°N,0.68055556°E 2140 msnm       |           | Tuc de Ribassetes   | Modifica les dades a Wikidata |
|        | tuc dera Montjòia  | Es Bòrdes                                      | muntanya     |         | 42° 42′ 18″ N, 0° 40′ 50″ E / 42.705°N,0.680575°E 2163.1 msnm            |           |                     | Modifica les dades a Wikidata |

## pont
| imatge | Nom                     | Ubicat a  | instància de | Detalls                                      | coordenades                                                          | Protecció                                  | Commons (més fotos) | Dades a WD                    |
| ------ | ----------------------- | --------- | ------------ | -------------------------------------------- | -------------------------------------------------------------------- | ------------------------------------------ | ------------------- | ----------------------------- |
|        | Pont Vell de les Bordes | Es Bòrdes | pont         | Estil: arquitectura popular Travessa: Garona | 42° 44′ 19″ N, 0° 43′ 24″ E / 42.738509°N,0.723283°E                 | bé integrant del patrimoni cultural català |                     | Modifica les dades a Wikidata |
|        | Pont Vielh              | Es Bòrdes | pont         | Estil: arquitectura popular Travessa: Joeu   | 42° 44′ 13″ N, 0° 43′ 00″ E / 42.736989°N,0.716614°E                 | bé integrant del patrimoni cultural català |                     | Modifica les dades a Wikidata |
|        | Pònt de Gèles           | Es Bòrdes | pont         |                                              | 42° 43′ 34″ N, 0° 43′ 47″ E / 42.7262369564221°N,0.729636087910405°E |                                            |                     | Modifica les dades a Wikidata |
|        | Pònt deth Còc           | Es Bòrdes | pont         | Travessa: Joeu                               | 42° 43′ 58″ N, 0° 43′ 19″ E / 42.7328388225867°N,0.721992816905323°E |                                            |                     | Modifica les dades a Wikidata |
|        | Pònt deth Planhòt       | Es Bòrdes | pont         |                                              | 42° 43′ 08″ N, 0° 43′ 26″ E / 42.7190160217533°N,0.723793299018353°E |                                            |                     | Modifica les dades a Wikidata |

## serra
| imatge | Nom                 | Ubicat a  | instància de | Detalls | coordenades                                                                        | Protecció | Commons (més fotos) | Dades a WD                    |
| ------ | ------------------- | --------- | ------------ | ------- | ---------------------------------------------------------------------------------- | --------- | ------------------- | ----------------------------- |
|        | Arròca de Sèrra     | Es Bòrdes | serra        |         | 42° 44′ 05″ N, 0° 43′ 33″ E / 42.7346425°N,0.72582778°E 1082.7 msnm                |           |                     | Modifica les dades a Wikidata |
|        | montanha d'Aubèrt   | Es Bòrdes | serra        |         | 42° 41′ 43″ N, 0° 41′ 08″ E / 42.695258°N,0.685487°E ca:dreta del barranc d'Aubèrt |           | Montanha d'Aubèrt   | Modifica les dades a Wikidata |
|        | sarrat des Cabiròus | Es Bòrdes | serra        |         | 42° 41′ 57″ N, 0° 40′ 27″ E / 42.6991°N,0.674131°E 2241.6 msnm                     |           |                     | Modifica les dades a Wikidata |

## Misc
| imatge | Nom                           | Ubicat a                             | instància de                                  | Detalls                                                       | coordenades | Protecció                                            | Commons (més fotos) | Dades a WD                    |
| ------ | ----------------------------- | ------------------------------------ | --------------------------------------------- | ------------------------------------------------------------- | --- | ---------------------------------------------------- | ------------------- | ----------------------------- |
|        | Auet dera Hònt deth Gresilhon | Es Bòrdes                            | arbre singular                                | Taxon: avet blanc (Abies alba)                                | 42° 41′ 30″ N, 0° 42′ 26″ E / 42.691698°N,0.707238°E                                                                          |                                                      |                     | Modifica les dades a Wikidata |
|        | Camí Vielh                    | Es Bòrdes                            | camí                                          | Estil: arquitectura popular                                   | | bé integrant del patrimoni cultural català           |                     | Modifica les dades a Wikidata |
|        | Casa Consistorial d'Arró      | Es Bòrdes                            | antic ajuntament                              | Estil: arquitectura popular                                   | 42° 44′ 40″ N, 0° 42′ 44″ E / 42.74448°N,0.71231°E                                                                            | bé integrant del patrimoni cultural català           |                     | Modifica les dades a Wikidata |
|        | Castell Lleó                  | Es Bòrdes                            | castell                                       | 16th century Estat: ruïnós                                    | 42° 44′ 20″ N, 0° 43′ 01″ E / 42.738913°N,0.717051°E ca:en un turonet al nord-oest del poble oc:Malh de Castèth Leon 888 msnm | bé d'interès cultural bé cultural d'interès nacional | Castell Lleó        | Modifica les dades a Wikidata |
|        | Central de Benós              | Es Bòrdes                            | central hidroelèctrica                        | 1952                                                          | 42° 44′ 15″ N, 0° 44′ 07″ E / 42.737526°N,0.735291°E 828.4 msnm                                                               |                                                      | Central de Benós    | Modifica les dades a Wikidata |
|        | Entecada                      | Es Bòrdes                            | vèrtex geodèsic                               | Alt: 1.15m                                                    | 42° 43′ 05″ N, 0° 41′ 49″ E / 42.718061°N,0.696957°E 2267.516 msnm                                                            |                                                      |                     | Modifica les dades a Wikidata |
|        | Garona                        | Occitània Vall d'Aran Nova Aquitània | riu                                           | Desemboca: estuari de la Gironda Llarg: 647km Conca: 56000km² | 42° 37′ 04″ N, 0° 58′ 08″ E / 42.6178°N,0.9689°E 45° 02′ 19″ N, 0° 36′ 40″ O / 45.0386°N,0.6111°O                             |                                                      | Garonne             | Modifica les dades a Wikidata |
|        | Lauadèr deth Joeu             | Es Bòrdes                            | safareig                                      | Estil: arquitectura popular                                   | | bé cultural d'interès local                          |                     | Modifica les dades a Wikidata |
|        | casa consistorial del Bòrdes  | Es Bòrdes                            | casa consistorial                             |                                                               | 42° 44′ 17″ N, 0° 43′ 12″ E / 42.7379296°N,0.7200779°E                                                                        |                                                      |                     | Modifica les dades a Wikidata |
|        | era Artiga de Lin             | Vielha e Mijaran Es Bòrdes           | àrea protegida Pla d'Espais d'Interès Natural | 1992 Superfície: 7012.5106ha                                  | 42° 42′ 04″ N, 0° 42′ 51″ E / 42.701°N,0.714206°E 1202.5 msnm                                                                 |                                                      | Artiga de Lin       | Modifica les dades a Wikidata |